# Parlag hongrois
O parlag hongrois é uma raça de burro húngaro.